# Socrate (film)
Socrate è un film per la televisione in due parti, del 1970, diretto da Roberto Rossellini.
Il film è stato presentato per la prima volta il 19 agosto 1970 alla XXXI Mostra di Venezia.

## Trama
Il film narra le vicende, personali e storiche, degli ultimi tempi della vita di Socrate, il famoso filosofo ateniese. Lo sfondo storico della narrazione coincide con quello che viene considerato il periodo del decadimento della Polis greca e della democrazia di Atene: la scena iniziale mostra l'abbattimento delle mura della città da parte degli Spartani, ormai vincitori della Guerra del Peloponneso, con la successiva istituzione del Governo dei Trenta tiranni (404 a.C.). Nel contesto, dunque, di una città in subbuglio per la sconfitta e l'umiliazione subìte e in fermento per l'organizzazione delle contromosse militari per la liberazione (che porteranno alla caduta dei Trenta l'anno successivo all'instaurazione del Regime), viene presentata la figura di Socrate, ormai settantenne e impegnato ogni giorno nella sua ricerca filosofica con un nutrito seguito di giovani interessati alla sua persona.
Nel corso del film vengono presentati molti stralci di alcuni dei famosi Dialoghi di Platone, che costituiscono probabilmente la fonte di informazioni e documenti più corposa e attendibile per la ricostruzione della figura di Socrate (che, come è noto, non ha mai scritto alcuna opera di suo pugno, coerentemente alla sua critica ai testi scritti come mezzo di diffusione della conoscenza): tra tali dialoghi vi sono sicuramente Ippia maggiore, Eutifrone, Repubblica, Critone, Apologia di Socrate, Fedone e altri; vi sono anche alcune citazioni esplicite, da parte di un detrattore di Socrate, de Le nuvole, la commedia di Aristofane in cui il filosofo viene descritto come un cialtrone, esperto di sofismi e di retorica, in grado di rendere sempre giusta la causa ingiusta.
Tutti i riferimenti alle opere presenti nel film contribuiscono a dipingere la figura di Socrate in maniera abbastanza fedele a quella della tradizione e a delinearne, almeno a grandi linee, il pensiero e la filosofia: la consapevolezza della propria ignoranza come presupposto necessario per la ricerca della verità, il metodo socratico che si avvale del dialogo come mezzo per l'indagine filosofica, l'ironia e la maieutica come momenti del dialogo stesso, l'importanza della virtù nel raggiungimento della felicità, il disprezzo per il denaro, il potere e altri valori terreni, la contrapposizione ai Sofisti e al loro abuso della retorica come strumento per ostentare una falsa sapienza, la già citata critica della validità degli scritti e altri aspetti non meno importanti.
Posta in secondo piano (ma non meno interessante) è la ricostruzione della sua situazione familiare ed economica: il filosofo vive in povertà con i suoi tre figli e sua moglie, Santippe, una donna bisbetica e dagli atteggiamenti isterici, continuamente critica nei confronti del marito che non provvede al mantenimento della famiglia e della casa, intento solo alla sua indagine filosofica da lei considerata un'inutile perdita di tempo in chiacchiere e "belle parole", con dei "cialtroncelli" al seguito.
Gli eventi storici e politici summenzionati, tuttavia, determinano il decadimento della democrazia di Atene anche dopo la cacciata dei Trenta Tiranni: è ormai chiaro che gli Ateniesi, sconvolti dagli eventi, sono sempre meno democratici, mentalmente aperti e tolleranti con chi si mostra critico nei confronti della cultura ufficiale e dei valori tradizionali. A pagare il prezzo più alto per questo clima di tensione e di insicurezza è lo stesso Socrate, che viene ingiustamente accusato prima e condannato dopo per avere, secondo gli accusatori, corrotto la gioventù con i suoi "insegnamenti" e disprezzato gli dèi e la religione tradizionale di Atene. La difesa di Socrate, presentata nel film in maniera fedele alla "Apologia" scritta da Platone, è chiara, lineare e pacata, ma non basta ad evitargli la pena capitale: egli stesso rifiuta qualsiasi altro tipo di condanna (come il carcere, l'esilio o il pagamento di un'ammenda), proponendo provocatoriamente, come giusta "pena", di essere ospitato al Pritaneo come cittadino benemerito, e accettando il verdetto dei suoi giudici.
Rifiuta anche la possibilità, offertagli dagli amici, di fuggire dal carcere prima dell'esecuzione della condanna, fedele alle sue convinzioni filosofiche i cui cardini sono la giustizia e il rispetto incondizionato delle leggi. Il film si conclude dunque con il suicidio imposto del filosofo che è costretto a bere un veleno ricavato dalla cicuta e che, fino all'ultimo respiro, non smette di ragionare e di dialogare, con gli amici presenti, sulla vita, la morte e l'immortalità dell'anima.